# WSK Gacek

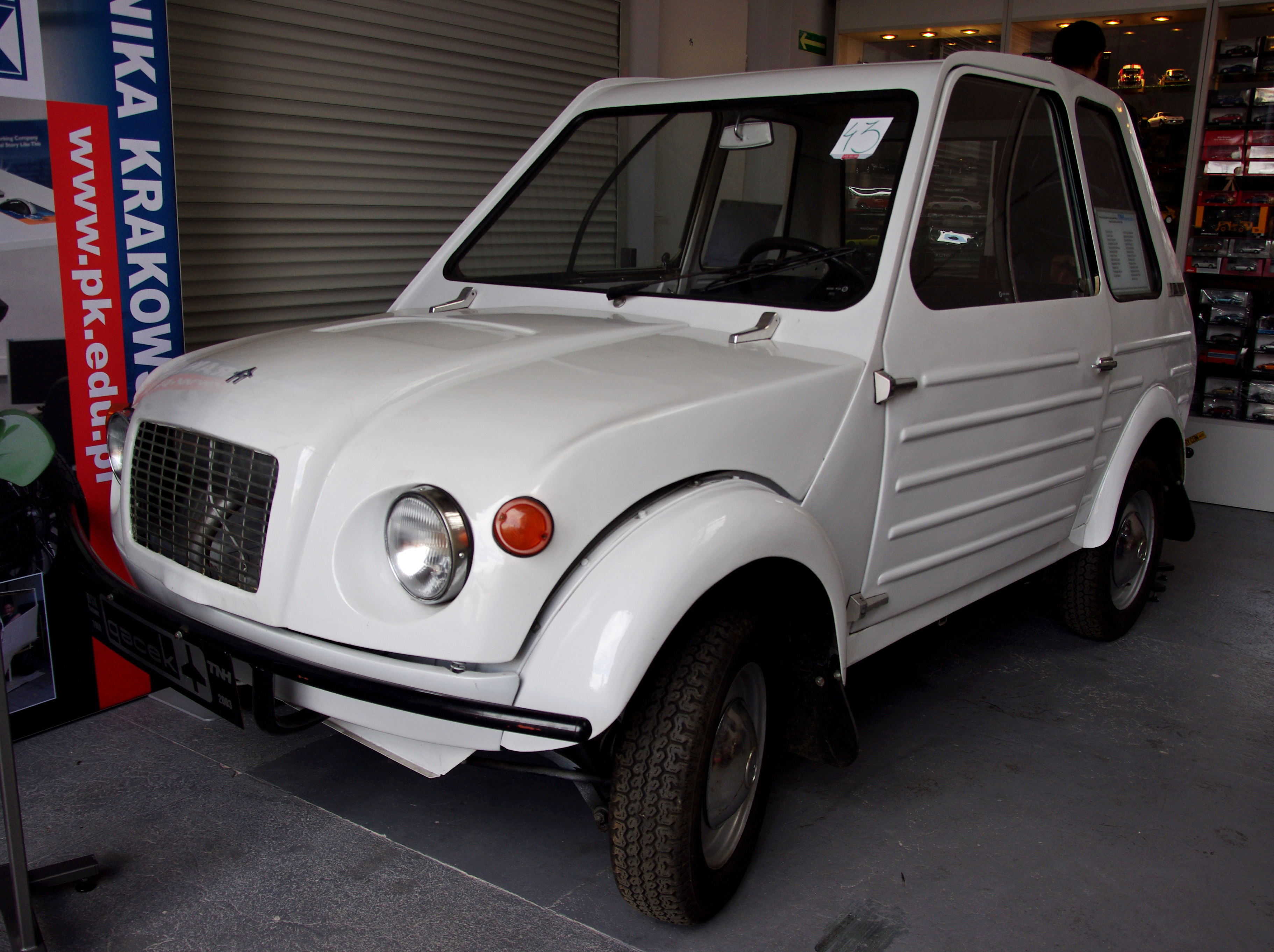
Gacek na Classic Moto Show w Krakowie

Gacek – polski prototyp samochodu przeznaczony dla niepełnosprawnych. Opracowany w Wytwórni Sprzętu Komunikacyjnego w Świdniku na podstawie zapotrzebowania Ministra Zdrowia i Opieki Społecznej z 1965 roku. Został stworzony przy współudziale pracowników Politechniki Krakowskiej, Centralnego Ośrodka Konstrukcyjno-Badawczego Przemysłu Motoryzacyjnego w Warszawie oraz zespołu pracowników Akademii Sztuk Pięknych w Warszawie, którzy przygotowali projekt plastyczny pojazdu. Roboczym oznaczeniem pojazdu było W-65.S-65.N-65.
Gacek był lekkim, czterokołowym samochodem, który mógł pomieścić dwoje osób dorosłych oraz dwoje dzieci. W 1966 powstała pierwsza makieta pojazdu. W Zakładzie Doświadczalnym WSK rozpoczęto pracę nad jego konstrukcją. W 1967 roku gotowa była makieta jeżdżąca wózka, a w 1969 pierwszy prototyp. W pojeździe zastosowano dwusuwowy, 2-cylindrowy silnik typu Jawa 572/01. Był on umieszczony nad osią kół przednich. 
Gacek pomyślnie przeszedł cykl badań u producenta, a także badania w Instytucie Transportu Samochodowego w Warszawie. Pozytywną opinię na temat samochodu wydał polski Związek Inwalidów. Twórcy pojazdu otrzymali w 1970 nagrodę Ministra Kultury i Sztuki. W zakładach WSK opracowywano plany rozwoju konstrukcji samochodu. Planowane były m.in. dostawczy furgon na bazie Gacka oraz samochód sportowy. Prace nad Gackiem zostały jednak wstrzymane.